# Byeon Sang-byeok

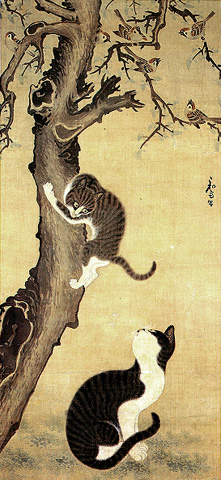
Myojakdo

Byeon Sang-byeok var en koreansk konstnär under Joseondynastin. Han är känd för sina målningar av djur.

## Myojakdo
Bland hans mest kända verk finns Myojakdo (묘작도), en tuschmålning, med tillägg av färg, på siden. Målningen visar två katter och en grupp sparvar vid ett träd. De båda katterna tittar på varandra medan den ena sitter på marken och den andra klänger fast vid trädstammen en bit ovanför. Högst upp på bilden sitter sparvarna på olika grenar i trädet.
Ett annat namn för verket är "고양이와 참새" som betyder "katter och sparvar". Målningen finns på Koreas nationalmuseum (국립중앙박물관) i Seoul, Sydkorea.